# Bataille de Jiuliancheng
Guerre sino-japonaise (1894-1895)
Batailles
Première guerre sino-japonaise
- Palais de Gyeongbok
- Pungdo
- Seonghwan
- Pyongyang
- Yalou
- Jiuliancheng
- Lüshunkou
- Port-Arthur
- Weihaiwei
- Yingkou
- Pescadores

La bataille de Jiuliancheng (九連城之戰) est un affrontement terrestre de la première guerre sino-japonaise. Elle est parfois appelée bataille du fleuve Yalou ce qui créé une confusion avec la précédente bataille navale du même nom ayant eu lieu le 17 septembre, et la bataille éponyme de la guerre russo-japonaise qui a lieu au même endroit.

## Contexte
Après sa défaite à la bataille de Pyongyang, l'armée chinoise de Beiyang traverse le fleuve Yalou qui marque la frontière entre la Corée et la Mandchourie. Du côté mandchou, le général Song Qing (en) établit son quartier-général dans la ville de Jiuliancheng, et fortifie les rives du fleuve Yalou au Sud de la capitale du district local, Dandong, et au Nord jusqu'au village de Hushanqian à environ 16 km avec plus d'une centaine de redoutes et de tranchées gardées par environ 23 000 hommes.
Du côté coréen du fleuve Yalou, le général japonais Yamagata Aritomo occupe la ville fortifiée d'Uiju le 23 octobre 1894 avec environ 10 000 hommes de la 1re armée, composé de la 3e division et de la 5e division. Bien que Yamagata et la principale force japonaise n'arrivent pas avant le 23 octobre, des scouts et ingénieurs japonais sont déjà présents depuis le début du mois, établissant une carte du fleuve et mettant en place une ligne télégraphique avec Pyongyang.

## La bataille
La stratégie de Yamagata consiste à feindre un assaut frontal sur les positions principales de l'armée de Beiyang à Jiuliancheng, tandis que ses forces principales attaquent le flanc chinois à Hushan. Durant la nuit du 24 octobre, les Japonais réussissent à placer discrètement un pont flottant sur le fleuve Yalou, permettant d'atteindre immédiatement les fortifications chinoises. La 3e division japonaise du général Katsura Tarō lance une attaque de nuit le 25 octobre 1894 et découvre que la majeure partie de la garnison chinoise a fui la nuit précédente. De plus, la 5e division du général Nozu Michitsura atteint Jiuliancheng pour découvrir des positions abandonnées où seule une arrière-garde oppose une résistance symbolique, et moins de trois heures plus tard, les fortifications de Jiuliancheng et de Hushan sont entre les mains des Japonais.
Dadong est occupée le lendemain sans résistance supplémentaire. L'armée de Beiyang était d'ailleurs partie en laissant sur place une grande quantité d'armes et de matériel.

## Conséquences
Une administration civile provisoire japonaise dirigée par le baron Komura Jutarō (plus tard remplacé  par le lieutenant-général Fukushima Yasumasa) est mise en place dans les régions de Mandchourie sous contrôle japonais.
La première armée japonaise se divise en deux groupes. Le premier, commandé par le lieutenant-général Katsura Tarō, poursuit la garnison d'Antung (dont le général Nie Shicheng (en)) qui fuit vers Fengcheng, capturée par les Japonais le 30 octobre, et vers Xiuyan, à l'ouest de Fengcheng, capturée le 15 novembre. Ces actions permettent d'isoler les approches terrestres du port stratégique de Lüshunkou (Port-Arthur).
Le second groupe, commandé par le lieutenant-général Oku Yasukata, marche au nord dans des conditions hivernales et menace la capitale mandchoue, Mukden. Le général Song et la garnison de Jiuliancheng occupent Liaoyang sur la route de Mukden pour bloquer l'avancée japonaise, et les deux armées prennent leurs quartiers d'hiver.